# US 불로뉴
US 불로뉴(US Boulogne)는 불로뉴쉬르메르(Boulogne-sur-Mer)를 연고로 하는 프랑스의 축구 클럽으로, 2008-09 시즌까지 리그 2 소속 팀이었다. 1898년 이 지역을 방문한 잉글랜드 사람들에 의해 설립되었으며, 2009년 5월 29일 시즌 마지막 경기에서 아미앵 SC(Amiens SC)를 4-0으로 격파하고, 클럽 역사상 최초로 리그 2를 3위로 마무리하면서 리그 1 승격에 성공하였다.
리그 1 2009-10 시즌에서 19위를 기록, 리그 2로 강등되었다.

## 선수 명단

### 현역
참고: FIFA 자격 규정에 따라 소속된 국가대표팀 국기를 표시합니다. 선수는 복수의 FIFA 비회원국 국적을 가지고 있을 수 있습니다.
| 번호 | 포지션 | 국적         | 이름            |
| ---- | ------ | ------------ | --------------- |
| 1    | GK     | 마르티니크   | 자비에르 레노그 |
| 16   | GK     | 코모로       | 야니크 판도르   |
| 20   | DF     | 코트디부아르 | 에르베 투레     |

| 번호 | 포지션 | 국적   | 이름        |
| ---- | ------ | ------ | ----------- |
| 23   | DF     | 세네갈 | 엘하지 다보 |

## 역대 감독
| 감독            | 임기        |
| --------------- | ----------- |
| 필리프 몽타니에 | 2004 ~ 2009 |

틀:US 불로뉴
틀:US 불로뉴 감독